# Туршия
Туршия (на арабски: مخلل; на персийски: ترشى; на кюрдски: ترشى; на турски: turşu; на гръцки: τουρσί; на български: туршия; на босненски, хърватски и на сръбски: turšija или туршија; на албански: turshi) се наричат маринованите зеленчуци от кухнята на много държави от Балканите и Близкия изток. Името туршия идва от „торш“, което означава кисело на персийски и кюрдски. В тюркските езици като турския и азербайджанския означава същото, но се произнася „туршу“.
В българската кухня най-популярните видове са царска туршия и селска туршия. Туршията е традиционно мезе за ракия или узо. В някои райони на Турция туршиената вода се пие.
Туршията има разнообразни видове в кухните на Близкия изток, като например в арабската, турската и иранската. Иран има голямо разнообразие от стотици различни видове туршия, в зависимост от местните обичаи и различни събития. В някои семейства яденето се счита за непълно, ако няма купа с туршия на масата.
Приготвянето на туршия в домашни условия е широко разпространена традиция през есенните месеци, дори и в градовете. Често се сервира и в ресторанти или може да бъде закупена и от магазина за директна консумация.

## Рецепти
Туршия се прави с чесън, люти чушки, целина, карфиол, моркови, цвекло, зеле, патладжан и други зеленчуци. Добавят се сушени ароматни билки, мариновани в оцет, сол и различни подправки, които обикновено включват черен пипер, джинджифил и други. Иранската туршия има повече оцет, докато турската има повече сол.
Царската туршия се приготвя с карфиол, камби, моркови, чесън и целина. Зеленчуците се смесват с малко сол и захар и се оставят така през нощта. На другия ден сокът се смесва с оцет и се вари няколко минути. Зеленчуците се поставят в стъклени буркани и се затискат с черешови клонки и кръгъл речен камък, след което бурканите се пълнят с изстиналата марината.
Селската туршия се прави със зелени чушки, зелени домати, моркови, карфиол, зеле и целина. Зеленчуците се поставят в съд, затискат се с клонки и камък, след което се поливат с марината от сол, оцет и вода.